# Chromatomyia cheilanthus
Chromatomyia cheilanthus är en tvåvingeart som beskrevs av Garg 1971. Chromatomyia cheilanthus ingår i släktet Chromatomyia och familjen minerarflugor. Inga underarter finns listade i Catalogue of Life.